# Карачевское княжество
Кара́чевское княжество — одно из крупных удельных княжеств Руси, существовавшее в XIII—XIV веках. Выделилось из состава Черниговского княжества.

## История
Согласно традиционной версии, в 1246 году, после гибели в Золотой Орде последнего черниговского князя Михаила Всеволодовича, все его владения были поделены между четырьмя сыновьями. Карачевское княжество с «тянувшими» к нему волостями досталось Мстиславу Михайловичу. В свете этой концепции границами Карачевского княжества были: на западе — Брянское, на юге — земли Великого княжества Литовского, на северо-востоке и востоке — Тарусское и Новосильское княжества, на северо-западе — Смоленское княжество. Кроме Карачева, в состав княжества входили ещё более десятка городов со своими волостями: Козельск, Болхов, Звенигород Северский, Мосальск, Серпейск, Лихвин, Хотимль, Кромы, а также Перемышль (также Елец по версии С. М. Кучиньского, подробнее см. Елецкое княжество). Внутри княжества шёл процесс образования удельных княжеств. Ещё в большей степени территория Карачевского княжества, располагавшегося в бассейне реки Десны, уменьшилась в XIV веке после выделения из его состава Звенигородского и Козельского княжеств.
Согласно новым исследованиям, подобная конструкция возникла под влиянием родословных верховских князей XVI века, указавших своим предком Михаила Святого. Козельск стал княжеским центром примерно на век раньше Карачева, и местная династия сохранилась в Козельске после монгольского нашествия. Карачев как княжеский центр впервые упомянут лишь в 1310 в позднем источнике: Никоновская летопись рассказывает об убийстве Василием Александровичем брянским князя Святослава Мстиславича карачевского. Во Введенском синодике Мстислав Карачевский упомянут между Мстиславом и Константином Давыдовичем новгород-северскими, считающимися сыновьями Давыда Ольговича — старшего двоюродного брата Михаила Святого. Мстислав Карачевский (как отец Тита Козельского, действовавшего в 1365 году) не мог быть сыном Михаила Святого по хронологическим соображениям, и мог быть сыном другого князя по имени Михаил (если вообще был Михайловичем). В более надёжных источниках Карачев как княжеский центр упомянут лишь в 1383 году (княжение в Карачеве Святослава Титовича, сына козельского князя и зятя литовского князя). По версии Безроднова В. С., Карачев был уделом Брянского княжества, и в Брянске правила вщижская династия. Вывод о распространении на Карачев власти козельских князей, потомков Мстислава Святославича черниговского, погибшего на Калке (1223), делает, в частности, историк Роман Беспалов. Титул карачевских князей добавляют известным по летописям и синодикам козельским и звенигородским князьям только родословия XVI века.
Примерно в 1360 году Карачевское княжество было завоёвано и присоединено к Великому княжеству Литовскому. Согласно Шекову, это произошло не ранее присоединения Брянска (1356). Карачевские князья перешли на службу к великому князю литовскому, став его вассалами. При этом козельские князья встали перед выбором между присягой Литве и отъездом в Москву начиная с 1371 года.
Что касается третьего крупнейшего города Карачевского княжества (в традиционном его понимании) и княжеского центра — Звенигорода, то согласно разным вариантам его локализации это мог быть город в бассейне р.Оки либо в бассейне р.Сейма недалеко от Глухова, который считается уделом не Мстислава Михайловича, а Семёна Михайловича. В синодике бывшего рязанского Свято-Духова монастыря есть запись, где Андрей (Андриян) назван старшим братом Александра Семёновича новосильского (убитого в Золотой Орде в 1326 году). Этот Андрей мог быть отцом Фёдора Андреевича звенигородского, и тогда звенигородские князья могли произойти не от карачевских или козельских, а от новосильских.
В 1493 Карачев получил во владение князь Семён Иванович Можайский вместе с большей частью Чернигово-Северщины. В 1500 году он со всеми своими вотчинами перешёл на службу к великому князю Ивану III, и Карачев был присоединён к Русскому государству.
Потомком карачевских князей считал себя российский историк и писатель М. Д. Каратеев (1904—1978).

## Правители
- Мстислав Михайлович? (1246—?)
- Святослав Мстиславич (?—1310†)

…

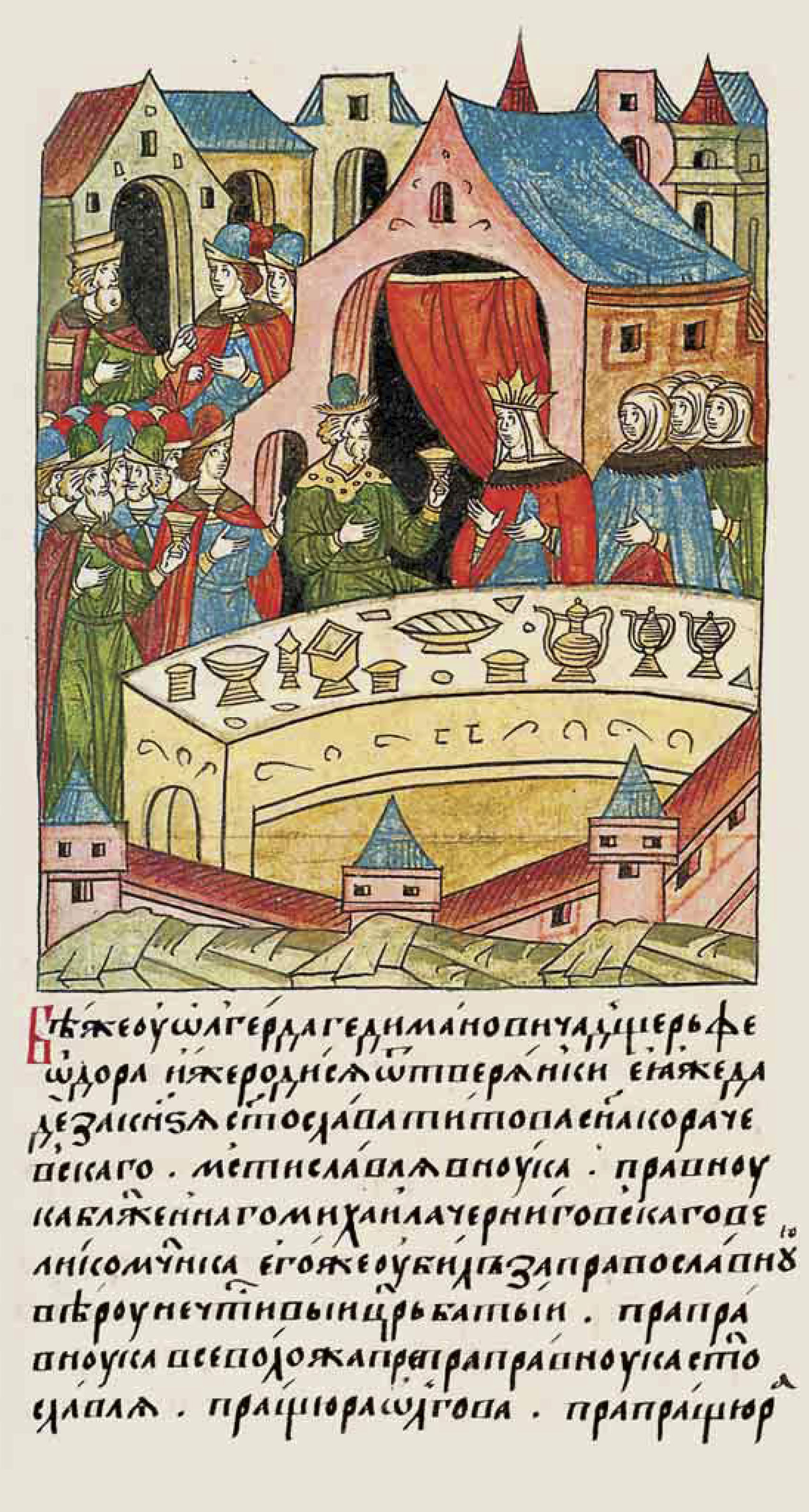
Свадьба Святослава и Феодоры

- Святослав Титович (после 1365 — после 1377). Жена — Феодора, дочь Ольгерда
- Фёдор Святославич (после 1377? — ?)
- Василий Святославич (после 1377 — ?)
- Мстислав Святославич (после 1377 — ?)
- Мосальский, Юрий Святославич стал родоначальником рода князей Моса́льских или Маса́льских (польск. Massalski), литовского, польского и русского княжеского рода.